# Delémont
Delémont er hovedbyen i kantonen Jura i Schweiz. Den har 12.682 (2018) indbyggere.
| Befolkningudvikling | Befolkningudvikling |
| År                  | Indbyggere          |
| ------------------- | ------------------- |
| 1770                | 921                 |
| 1850                | 1650                |
| 1880                | 2793                |
| 1900                | 5053                |
| 1910                | 6161                |
| 1930                | 6393                |
| 1950                | 7504                |
| 1960                | 9542                |
| 1970                | 11797               |
| 1980                | 11682               |
| 1990                | 11548               |
| 2000                | 11353               |